# Тексти Саркофагів

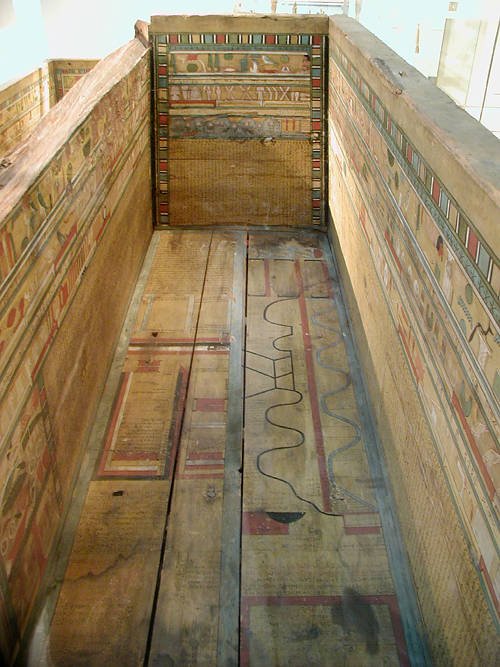
Саркофаг Середнього Царства з намальованим на ньому текстом

Тексти Саркофагів — колекція давньоєгипетських похоронних заклинань, висічених на поверхні саркофагів. Вперше такі написи з'явилися за часів Першого перехідного періоду. Ці тексти частково запозичені з більш ранніх джерел, таких як Тексти пірамід, але на відміну від них Тексти саркофагів містять суттєво нові матеріали, пов'язані з повсякденними потребами людини. Це говорить про те, що ці тексти використовувала не тільки королівська шляхта, а й прості багаті люди. Тепер прості єгиптяни могли дозволити собі виготовляти саркофаги з подібними похоронними заклинаннями. Відтепер не тільки фараони мали право на загробне життя, але й прості єгиптяни.
Велика частина текстів, написаних на саркофагах, належить до періоду Середнього Царства. Однак іноді подібні написи зустрічаються на стінах гробниць, на поверхні скринь, в канопах, в папірусах і навіть на масках мумій. Через обмеженість поверхні, на яку наносили тексти, їх часто скорочували, що в свою чергу призвело до появи скороченої та повної версій подібних заклинань. Деякі них пізніше потрапили в Книгу мертвих.

## Зміст
На відміну від текстів пірамід, які зосереджені в основному на всьому божественному, Тексти саркофагів підкреслюють земні елементи загробного життя, яким керує Осіріс. У Текстах саркофагів Осіріс пропонує загробне життя кожному, автоматично присвоюючи померлим імена з приставкою «Осіріс». Це підземне царство описується як місце повне жахливих істот, пасток і небезпек, які померлий повинен подолати. Заклинання, які записані в Текстах саркофагів, дозволяють померлим захистити себе від небезпек і уникнути тим самим другої смерті.
Також в Текстах саркофагів йдеться про те, що всіх людей буде судити Осіріс зі своїми помічниками, згідно з вчинками скоєними за життя. Тексти говорять про використання балансу, який став опорним судовим пунктом в пізнішій Книзі мертвих. Тексти дають поради померлому як уникнути таких утомливих і рутинних занять як фізична праця, використовуючи всілякі магічні заклинання.
Тексти саркофагів поєднують в собі ритуальні дії, спрямовані на захист і прагнення людини до благословенного існування після смерті, успішного перетворення та переселення душі і т. д. Крім цього всього, в цих текстах є докладний опис країни мертвих та її жителів.

### Уривки
Текст 1130, вислів бога сонця Ра, який говорить:
Нехай зрадіє світ! Я повторюю для вас хороші справи, які моє серце здійснило для мене зсередини, для того щоб заспокоїти суперечку…"
Я створив чотири вітри, щоб кожна людина могла дихати у відведений їй час…"
Я створив великий потоп, щоб смиренний міг принести велику користь…"
Я зробив кожну людину такою, що любить ближнього свого, і я не наказував їм робити помилки. Це саме їхні не підкоряються моїм словам…"
Я створив богів з власного поту і людей з власних сліз…"
Текст 1031, вислів померлого, який говорить:
Я буду справедливим, плаваючи в своєму човні (барці), я владика вічності, який перетинає небеса."
Я не боюсь жодною частиною свого тіла, лиходії Ху (Hu) і Хайк (Hike) скинуті для мене."
Я побачу країну світла, я буду перебувати в ній…"
Прокладаю собі дорогу, щоб побачити Нун і Амона, бо я той, у кого є пропуск для охоронців (цього світу)…"
Я ефективно оснащений для того щоб відкрити свій портал!
Як і будь-яка людина, яка знає це заклинання, він буде подібний до Ра в східних небесах і подібний до Осіріса в потойбічному світі. Він увійде в коло вогню, полум'я якого не обпече його!"

## Книга двох Шляхів

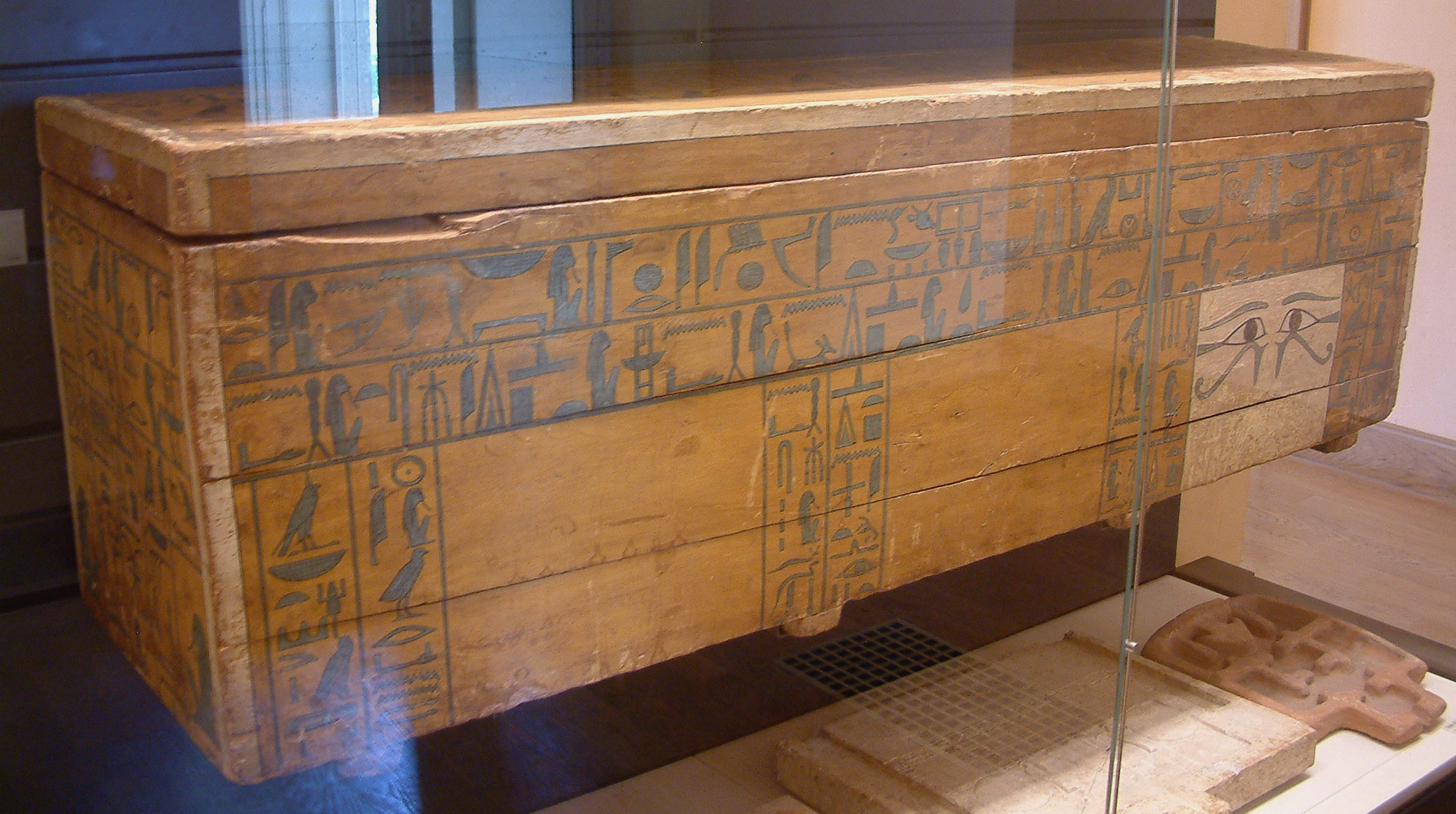
Саркофаг Середнього Царства XII Династії (1950–1900 рік до н. е.). Знайдений поблизу міста Асьют. Нині перебуває в Луврі.

Кілька саркофагів епохи Середнього Царства, знайдених в некрополі ель-Берше (el-Bersheh) (Дейр ель-Берша (Deir el-Bersha)), містять унікальні зображення, що показують подорож померлого через загробний світ. Ця колекція, іменована «Книгою двох Шляхів», стала першим наочним прикладом, що показує детальну карту загробного світу Стародавнього Єгипту.
«Книга двох Шляхів» є попередницею Книги Мертвих, що з'явилася в період Нового Царства, в якій також міститься докладний опис маршрутів через загробний світ. Два шляхи, розділені вогненним озером, зображають сухопутний та водний маршрути, які ведуть до помешкання Осіріса.